# Salisbury National Cemetery
Le Salisbury National Cemetery (littéralement en français Cimetière national de Salisbury), est un cimetière national des États-Unis situé dans la ville de Salisbury, dans le comté de Rowan, en Caroline du Nord.
Il a été établi sur le site des sépultures de soldats de l'Union morts durant la guerre de Sécession alors qu'ils étaient détenus dans un camp de prisonniers de guerre confédéré.
Administré par le Département des Anciens Combattants des États-Unis, il comprend 65 acres. 15 acres occupent l'emplacement d'origine et 50 acres sont une annexe. Plus de 30 acres ont été ajoutés à l'annexe en 2020 à la suite d'un don du YMCA.
En 2012, le cimetière comptait 6 500 inhumations (dans 6 000 tombes standard, dont beaucoup abritent également un conjoint), auxquelles s'ajoutent environ 3 800 personnes réparties dans 18 charniers à l'emplacement initial. On compte 5 000 inhumations, réparties dans 4 500 tombes, dans le nouveau site. En 2020, 26 000 anciens combattants et membres de leurs familles étaient inhumés dans les deux sites.

## Histoire

### Le cimetière
Initialement, les Confédérés enterraient les prisonniers de guerre décédés à la prison de Salisbury, près du complexe. Un rapport du général confédéré T.W. Hall indique que 10 321 prisonniers sont arrivés entre le 5 octobre 1864 et le 17 février 1865. 2 918 seraient morts à l'hôpital, et 3 479 au total auraient été inhumés. De nombreux morts sont enterrés dans dix-huit charniers de 73 mètres de long, sans cercueils, dans un ancien champ de maïs ; on ignore donc exactement combien de prisonniers y sont enterrés. 11 700 est le chiffre généralement admis, inscrit sur le monument aux Soldats inconnus érigé en 1875 sur le site. Depuis la fin du XXe siècle, des recherches ont montré que le nombre d'inhumations dans les charniers avoisinerait plutôt les 3 800,.
La clôture que George Stoneman a faite construire autour des charniers a été plus tard remplacée par un mur de pierre. Après la guerre de Sécession, le cimetière est officiellement désigné cimetière national pour les sépultures de l'Union. Les restes des troupes de l'Union provenant d'autres cimetières de la région y sont alors transférés. Plus tard, les cimetières nationaux acceptèrent les vétérans morts de toutes les guerres.

### Epoque contemporaine
Le cimetière national de Salisbury a été inscrit au Registre national des lieux historiques en 1999.
En 1994, les projections prévoyaient que le cimetière national serait rempli d'ici 1997. Aucune inhumation autre que celle des conjoints des personnes déjà présentes n'était autorisée. Des agrandissements avaient été réalisés en 1976, 1985 et 1995, portant la superficie totale du cimetière à 12,5 acres, et 5 800 personnes y étaient déjà enterrées. Les administrateurs prévoyaient que d'ici la fin de 1999, le cimetière serait saturé. Des représentants du cimetière, des anciens combattants et du comté de Rowan se sont rendus à Washington D.C. pour demander de l'aide.
Le Memorial Day 1999, l'Administration des anciens combattants a annoncé le don d'environ 40 acres à des fins de cimetière, au  W.G. (Bill) Hefner VA Medical Center à Salisbury. Le terrain comprend le terrain de golf Brookdale, donné par Samuel C. Hart American Legion Post pour être utilisé par l'hôpital lors de son ouverture en 1953. Il est exploité comme terrain de golf jusqu'à la fin des années 1980. Cet agrandissement a permis au cimetière d'accueillir les anciens combattants pendant 50 à 75 ans, et d'accueillir 20 000 anciens combattants et leurs familles supplémentaires. Une cérémonie d'inauguration a eu lieu à l'annexe du cimetière le jour de Pearl Harbor en 1999,. La première inhumation dans le nouveau lieu a eu lieu en mars 2000.
En avril 2000, 4,7 acres sont au cimetière national de Salisbury. Deux ans plus tard, un projet d'agrandissement de 31 acres de l'ancien terrain de golf, doté d'un budget de 2,8 millions de dollars, est lancé, permettant ainsi d'inhumer 12 000 personnes supplémentaires.
Le 14 novembre 2011, les travaux d'un nouveau columbarium d'une capacité de 1 000 places, prévu pour une durée de vie de dix ans, commencent. Le columbarium existant est presque rempli. De plus, le cimetière ajoute 2 400 « cryptes pré-installées », permettant ainsi 1 500 inhumations par acre, contre 700 pour les tombes classiques.
À compter du Memorial Day 2012, le cimetière d'origine, qui compte environ 7 000 pierres tombales, est fermé aux nouvelles inhumations, à l'exception des conjoints des personnes déjà inhumées. L'annexe, qui compte 4 000 pierres tombales, est le seul cimetière national ouvert de l'État.
En janvier 2020, un don du YMCA du comté de Rowan de plus de 30 acres à l'annexe permet à l'annexe de poursuivre les enterrements jusqu'en 2065.

## Estimations du nombre d'inhumation
En 1869, le général L. Thomas estimait le nombre de personnes enterrées à 11 700, après l'ouverture de deux tranchées. Ce chiffre figure sur le monument aux soldats inconnus. Mais les recherches de Louis A. Brown montrent que ce nombre est proche de 3 800.
Mark Hughes, de Kings Mountain, en Caroline du Nord, a milité pour que le nombre de morts sur le monument soit corrigé et pour l'ajout de stèles funéraires pour les 3 500 hommes dont l'identité peut être établie grâce à des sources telles qu'un tableau d'honneur de 1868. Il cite la loi fédérale exigeant une stèle pour toute personne inhumée dans un cimetière national. En 2014, le Département des Anciens Combattants des États-Unis n'envisageait pas de modifier le monument ni d'ajouter de stèles individuelles. Il est impossible de déterminer précisément qui a été inhumé. En 2009, un panneau d'interprétation a été ajouté pour montrer les résultats des recherches sur le nombre d'enterrements collectifs. En 2014, le tableau d'honneur de 1868 a été ajouté à un site web.

## Monuments remarquables
- Le Monument fédéral aux morts inconnus : obélisque en granit de 12 m de haut, érigé en 1875 pour un coût de 10 000 $[3].
- Un monument en granit de 7,6 m surmonté d'une statue d'un soldat, érigé en 1908 par l'État du Maine.
- Le Monument de Pennsylvanie, de 12 m de hauteur, sur une base en granit, érigé en 1909.

## Inhumations notables
- Red Prysock (1926–1993), saxophoniste ténor de rhythm and blues et vétéran.
- Earl B. Ruth (1916–1989), représentant des États-Unis et gouverneur des Samoa américaines.
- John William Smith (1927–2002), figure des émeutes de Newark de 1967 (Annexe)
- Soldat « Rupert Vincent », compagnie H, 3rd New Hampshire Infantry Regiment. En réalité, le soldat Vincent s'appelait Robert A. Livingstone et est le fils aîné du Dr David Livingstone, missionnaire et explorateur écossais en Afrique.